# Papillacarus ogawai
Papillacarus ogawai är en kvalsterart som först beskrevs av Aoki 1965.  Papillacarus ogawai ingår i släktet Papillacarus och familjen Lohmanniidae. Inga underarter finns listade i Catalogue of Life.